# Шредер
Шрѐдер (от английски: shredder) е офисно устройство за раздробяване или смилане на хартия на много фини лентички или малки късчета. Правителствени организации, фирми и частни лица използват шредерите за унищожаване на лични или поверителни документи: сметки, кредитни карти, банкови извлечения и други документи, които могат да бъдат използвани за измами или кражба на лични данни (кражба на самоличност).

## История
Първият „раздробител“ на хартия е създаден от изобретателя абат Аугусто Лоу от селището Хорсшу, щата Ню Йорк. За неговия „съд за хартиени отпадъци“, подобряващ метода за рециклиране, е подадена заявка за патент на 2 февруари 1909 г. и е получен патент на САЩ № 929960 от 31 август 1909 г. Самото изобретение обаче така и „не вижда бял свят“.
Шредерът на Адолф Ехингер, създаден на основата на ръчно приспособление за рязане на юфка, е направен през 1935 г. в Германия. Предполага се, че Адолф е трябвало да се избави от пропагандни антинацистки документи, за да избегне преследване от страна на властите. По-късно Ехингер започва да продава своите раздробители на държавни учреждения и финансови институции, като добавя електромотор към резачката за юфка. Компанията на Ехингер, EBA Maschinenfabrik, произвежда първите резещи шредери през 1959 г. и продължава да ги произвежда и до днес, но вече като EBA Krug & Priester GmbH & Co в град Балинген.
Посолството на САЩ в Иран е използвало шредер, за да разреже на лентички страниците на много документи, преди посолството да е завзето през 1979 г. (унищожаването не е съвсем успешно: някои документи впоследствие са реконструирани от иранските служби). След като полковник Оливър Норт заявява пред Конгреса, че е използвал шредер модел Schleicher Intimus 007 S за унищожаването на тези документи, продажбите на компанията скачат с почти 20% през 1987 г.
До 1980-те години шредерите рядко са се използвали от неправителствени организации. След като с решение на Върховния съд на САЩ от 1984 г. е постановено, че Четвъртата поправка към Конституцията на САЩ не забранява да се правят необосновани търсения в смет, оставена извън къщи, както и да се взема сметта, американските граждани започват по-често да използват шредери за защита на частния си живот. Промишленият шпионаж и кражбата на лични данни още повече засилват търсенето на шредери.

## Типове шредери
Съществува голямо разнообразие на шредери по размер и по цена: от малки и евтини за унищожаване на няколко страници, до големи машини, използвани от специални предприятия по унищожаване, струващи стотици хиляди долари, способни да унищожат милиони документи за час. Съществуват даже особени камиони-шредери.
Обикновеният малък шредер е електроустройство, но има и ръчни шредери под формата на специални ножици с много остриета. Има и компактни модели, които се поставят непосредствено върху кошчето за отпадъци.
Съществуват и т.нар. архивни шредери, предназначени за промишлено унищожаване на огромно количество хартиени документи, папки, списания, а също дискети, дискове и даже цели папки от типа „Korona“ заедно с металите части и вътрешното съдържание.
Съществуват също алтернативни шредери, които използват изгаряне, химично разлагане или компостиране за унищожаването на документите.

## Възстановяване на данни
В някои случаи е възможно възстановяване на унищожените документи. Ако късчетата хартия не са разбъркани, то остатъците от документа, като правило, се намират в непосредствена близост едно от друго. Освен това, ако документите са подавани в шредера така, че редовете на текста са били паралелни на остриетата, на лентичките може да остане текст.
Понякога унищоженият документ може да се възстанови ръчно. След иранската революция и завладяването на посолството на САЩ в Техеран през 1979 г. иранците наемат местни тъкачи на килими, които ръчно да възстановят унищожените документи. Тези документи по-късно са публикувани от иранското правителство в отделна серия книги. Впоследствие американското правителство подобрява своите методи за унищожаване, като добавя химическо разлагане, разпрашаване и др.
Съвременните компютърни технологии значително ускоряват процеса по възстановяване на унищожени документи. Лентичките се сканират от двете страни, след което компютър определя по какъв начин да се съединят лентичките помежду си. Някои компании предлагат услуги по възстановяване на документация. Стойността на възстановяването на 1 лист хартия, претърпял кръстосано рязане, възлиза средно на $100 000. За максимална безопасност документите трябва да се подават в шредера перпендикулярно на ножовете. Много от документите, довели до скандала с фалита компанията „Enron“, неправилно са били подавани на шредера, което улеснило процедурата по възстановяването им.
Днес се полагат усилия по възстановяване на унищожените архиви на Министерството на държавната сигурност на ГДР.  Милиони късчета унищожени документи са били опаковани в чували за смет от изпадналите в паника длъжностни лица на Щази по време на последните дни на режима през есента на 1989 г. Необходими били усилията на 30 – 40 души и шест години, за да се реконструират 300 документа от 16 000 чувала, затова немското правителство възлага надежди още тогава на съвременните компютърни методи за възстановяване.